# ウォーカー・ブラザーズ
ウォーカー・ブラザーズ (The Walker Brothers) は、アメリカ合衆国のバンド。1960年代中頃に英国で大きな成功を収めた。クリス・ケナーのカバー「ダンス天国」や、フランキー・ヴァリのカバー「太陽はもう輝かない」のヒットで知られる。ブラザーズと名乗っているが兄弟ではない。

## 解説
前身バンド「Judy and the Gents」などを経て、1964年にロサンゼルスで元ルーターズのスコット・エンゲル、ミュージシャンのジョン・ウォーカー（本名 ジョン・ジョゼフ・マウス）、ドラマーのアル・ティニー・シュナイダーの3人で「ウォーカー・ブラザーズ・トリオ」が結成される。
スコットとジョンのデュオとしてマーキュリー・レコードと契約し、R&B歌手ユージーン・チャーチのカバー『Pretty Girls Everywhere』でデビューする。メイン・ボーカルはジョンであった。TVショー『Shindig!』やミュージカル・コメディ映画『踊る太陽』にも出演したが人気は出なかった。
その後、スタンデルズのドラマーのゲイリー・リーズにイギリス行きを説得され、1965年2月にゲイリーを加えてロンドンに拠点を移す。名プロデューサージョニー・フランツに見出されフィリップス・レコードと契約する。スコットのメイン・ボーカルで吹き込んだ2枚目のシングル『Love Her』が全英20位を記録する。
1965年9月、ジェリー・バトラーのカバー『涙でさようなら』が全英1位・全米16位を記録する。ジョンはこの年、一緒にツアーを回ったヤードバーズのジェフ・ベックに中古品としては割高の75ポンドで1954年製フェンダー・エスクワイヤーを譲っている。
1966年、『太陽はもう輝かない』が全英1位・全米13位を獲得する。日本でもヒットし、1967年2月に初来日する。
春に行ったジミ・ヘンドリックス、キャット・スティーヴンス、エンゲルベルト・フンパーディンクとのイギリスツアーの後に解散し、それぞれソロ活動を行う。
1968年1月、日本で臨時に再結成をし、日本武道館などで公演を行う。
1975年に再結集して、GTOレコードからアルバム『ノー・リグレッツ』を発売する。翌年シングルカットした『ノー・リグレッツ』が全英7位を記録する。1978年に最後のスタジオ・アルバムを発売し活動停止する。

## メンバー
- スコット・ウォーカー（Scott Walker） – リード・ボーカル、ベース、ギター、鍵盤楽器
- ジョン・ウォーカー（英語版）（John Walker） – ギター、ボーカル
- ゲイリー・ウォーカー（英語版）（Gary Walker） – ドラムス、ボーカル

## 作品
スタジオ・アルバム
- 『ダンス天国〜ウォーカー・ブラザーズ 1st』 – Take It Easy with the Walker Brothers'（1965年）
- 『イントロデューシング・ザ・ウォーカー・ブラザーズ』 – Introducing The Walker Brothers'（1965年）（アメリカでの1作目）
- 『ポートレート〜ウォーカー・ブラザーズ 2nd』 – Portrait'（1966年）
- 『太陽はもう輝かない』 – Take It Easy with the Walker Brothers'（1966年）（アメリカでの2作目）
- 『イメージズ』 – Images'（1967年）
- 『ノー・リグレッツ』 – No Regrets'（1975年）
- 『ラインズ』 – Lines'（1976年）
- 『ナイト・フライツ』 – Nite Flights'（1978年）